# Alpidio Alonso Grau
Alpidio Alonso Grau (La Dalia, Yaguajay, Cuba, 5 de noviembre de 1963) es poeta y editor cubano. Ingeniero en control automático por la Universidad Central de Las Villas. Es Ministro de Cultura de Cuba. 
De su obra, el importante crítico cubano Virgilio López Lemus expresó: «Con un lenguaje ajeno a los vanos artificios, Alpidio Alonso se aproxima con absoluta certeza a las regiones poéticas más puras. Discurso íntimo, pero también abarcador y donde el amor tampoco falta, si bien quizás despojado de cualquier intención erotizante». El 20 de julio de 2018 fue nombrado Ministro de Cultura, sustituyendo a Abel Prieto.

## Obra
Ha publicado los siguientes poemarios:
- La casa como un árbol, Editorial Sed de Belleza, Santa Clara, 1995

- Alucinaciones en el jardín de Ana, Editorial Capiro, Santa Clara, 1995

- El árbol en los ojos Editorial Reina del Mar Editores, Cienfuegos, 1998

- Ciudades del viento, Premio Calendario 1999. Casa Editora Abril, La Habana, 2000

- Tardos soles que miro Casa Editora abril de 2007

Obras suyas aparecen recogidas en importantes antologías de poesía cubana. Las más representativas son: 
Nuevos poetas cubanos, Colección Pinos Nuevos, Editorial Letras Cubanas, La Habana, Cuba, 1994 
Nuevos juegos prohibidos, Editorial Letras Cubanas, La Habana, Cuba, 1997 
Toda luz y toda mía, Ediciones Luminaria, Sancti Spíritus, Cuba, 1995 
Poesía espirituana, Ediciones Luminaria, Sancti Spíritus, Cuba, 1994 
De tu reino la ventura, Proyecto Martiano, 2003 
Silvio: te debo esta canción, Ediciones Santiago, Santiago de Cuba, 2004 
También es autor de la compilación: El tiempo está a favor de los pequeños (Versos cubanos para Roque Dalton) Editorial Letras Cubanas, La Habana 2008 
Colaboraciones suyas han aparecido en varias publicaciones cubanas y extranjeras: revista Umbral, suplemento cultural Huella, suplemento cultural Vitral, revista Quehacer, revista El Caimán Barbudo, revista La Gaceta de Cuba, revista La Letra del Escriba, revista Honda, suplemento literario El Tintero, revista digital La Jiribilla, periódico Juventud Rebelde, periódico Granma, revista La Calle del Medio, revista Bohemia, Revista de la Universidad ( Honduras), revista Norte (México), revista Alhucema (España), entre otras. 
Actualmente dirige la revista Amnios, de poesía, auspiciada por el Ministerio de Cultura de Cuba. Escribe y conduce el programa radial «Verso a verso» en la emisora Radio Metropolitana de La Habana

## Datos biográficos
Nació en La Dalia, Yaguajay, Sancti Spíritus, Cuba, el 5 de noviembre de 1963. 
Ingresó a la Asociación de Escritores de la UNEAC en 1998. Entre 1995 y 2000 trabajó como editor y dirigió la editorial Sed de Belleza en la provincia de Villa Clara. También allí, fundó y dirigió el boletín cultural Entrepáginas. En 1998 fue igualmente fundador y escritor del programa radial de promoción de la poesía La Casa del Fabulador, en la Emisora Provincial CMHW de Villa Clara. Vinculado a la radio desde entonces, escribió y condujo durante más de un año (2004-2005) el programa juvenil de promoción de poesía y música Nunca es Tarde, transmitido por la emisora nacional Radio Progreso. 
Varios poemas suyos han sido musicalizados por trovadores cubanos. En 2001 fundó la revista de arte y literatura Dédalo, publicación en la que se mantuvo como Director hasta el 2006. En el Primer Congreso de la Asociación Hermanos Saíz celebrado en octubre de 2001, fue elegido Presidente de esta organización de jóvenes escritores y artistas, responsabilidad en la que se desempeñó hasta diciembre de 2006. Entre abril de 2007 y junio de 2008 trabajó como vicepresidente del Instituto Cubano del Libro
Como parte de su labor intelectual ha participado en numerosos eventos nacionales e internacionales dentro y fuera de Cuba.